# Delias bosnikiana
Delias bosnikiana é uma borboleta da família Pieridae. Foi descrita por James John Joicey e Alfred Noakes em 1915. É endémica para Biak, no reino da Australásia.